# Aéroport de Xuzhou Guanyin
L'aéroport international de Xuzhou Guanyin (code IATA : XUZ • code OACI : ZSXZ) est situé à Xuzhou, dans la province du Jiangsu, en République populaire de Chine, plus de 45 km depuis le centre-ville, dans le Sud-Est de la périphérie de la ville.
L'aéroport de Xuzhou a été ouvert le 8 novembre 1997 avec un terminal de plus de 20 000 mètres carrés et une piste d'atterrissage de 3 400 m. Le coût de la construction est estimé à 105 millions de dollars, avec la plupart des coûts fournie par le gouvernement municipal de Xuzhou.
En 2007, il a accueilli 414 057 passagers, en hausse de 38 % par rapport à l'année précédente, ce qui fait de lui le 59e le plus fréquenté en République populaire de Chine.

## Compagnies aériennes et destinations
| Compagnies               | Destinations                                                                               |
| ------------------------ | ------------------------------------------------------------------------------------------ |
| Beijing Capital Airlines | Fuzhou-Chánglè, Sanya-Phénix                                                               |
| China Airlines           | Taïwan-Taoyuan                                                                             |
| China Eastern Airlines   | Dalian-Zhoushuizi, Fuzhou-Chánglè, Nanchang-Changbei, Taiyuan-Wusu                         |
| China Southern Airlines  | Canton-Baiyun, Lianyungang-Huaguoshan, Ürümqi-Diwopu, Yinchuan Hedong                      |
| Hainan Airlines          | Changsha, Guilin-Liangjiang, Haikou, Sanya-Phénix, Shenzhen-Bao'an, Xiamen-Gaoqi           |
| Hong Kong Airlines       | Hong Kong                                                                                  |
| Korean Air               | Charter : Pusan-Gimhae                                                                     |
| Loong Air                | Harbin Taiping, Kunming-Changshui, Shenzhen-Bao'an                                         |
| Lucky Air                | Chongqing-Jiangbei, Guiyang, Kunming-Changshui, Lijiang                                    |
| New Gen Airways          | Bangkok-Don Muang                                                                          |
| Sichuan Airlines         | Chengdu-Shuangliu, Dalian-Zhoushuizi, Guiyang, Harbin Taiping, Kunming-Changshui, Shenyang |
| Spring Airlines          | Hong Kong, Shijiazhuang                                                                    |
| XiamenAir                | Taiyuan-Wusu, Xiamen-Gaoqi                                                                 |

Édité le 03/02/2018